# リセ・ド・ラ・デファンス
リセ・ド・ラ・デファンス（Lycée de la Défense）またはリセ・ミリテール（lycée militaire）は、中等教育を実施するフランスの軍学校。
リセの一種。日本の陸軍幼年学校や陸上自衛隊高等工科学校に相当する。

## 陸軍
- ラ・フレーシュ陸軍幼年学校（Prytanée national militaire à La Flèche）
- リセ・ミリテール・ド・サン＝シール（Lycée militaire de Saint-Cyr）
- リセ・ミリテール・デクス＝アン＝プロヴァンス（Lycée militaire d'Aix-en-Provence）
- リセ・ミリテール・ドータン（Lycée militaire d'Autun）

## 海軍
- リセ・ナバール（Lycée naval）

## 航空宇宙軍
- エコール・デ・ピュピーユ・ド・レール（École des pupilles de l'air）